# Улица Шио Читадзе

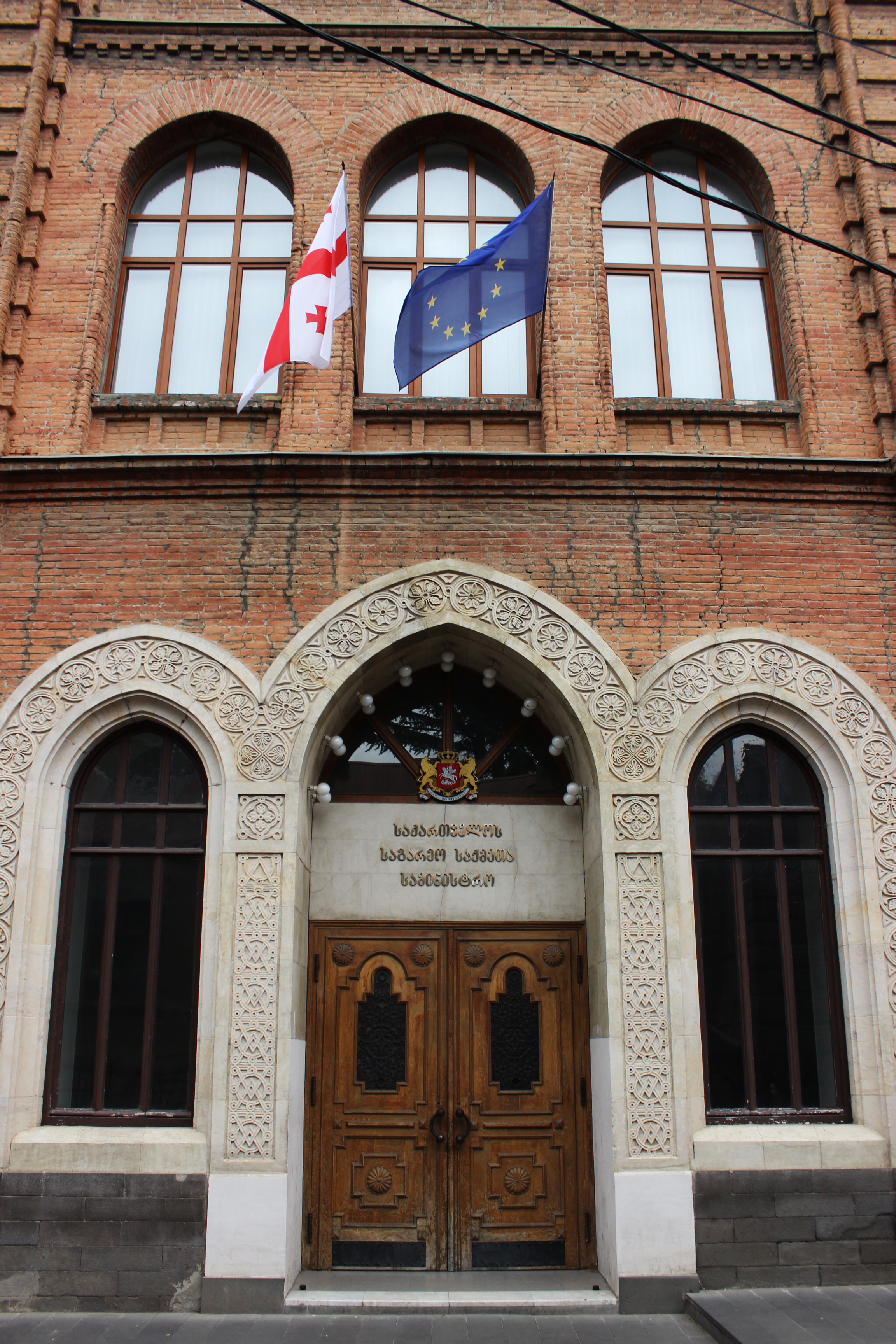
Министерство иностранных дел Грузии

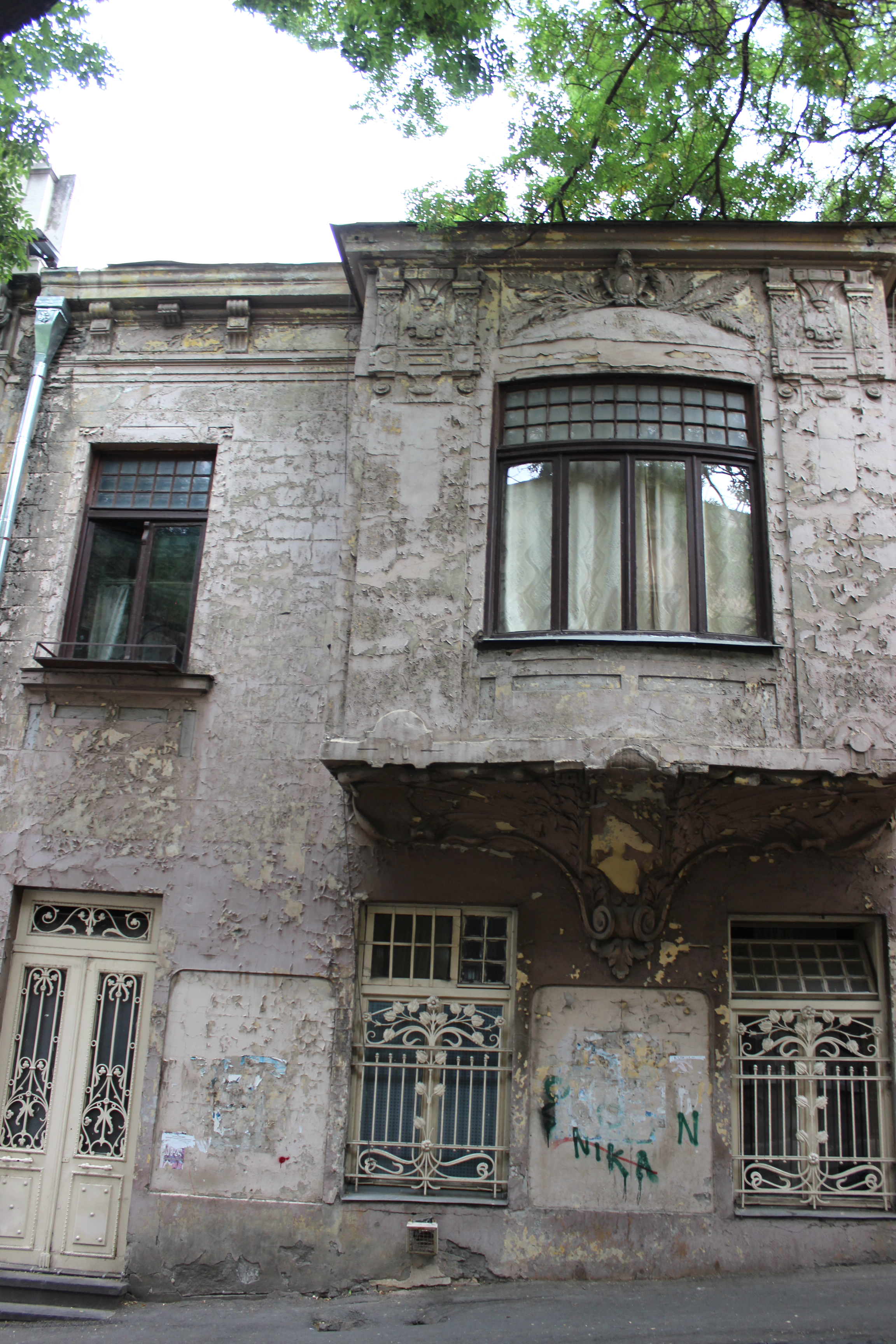
д. 2

Улица Шио Читадзе (груз. შიო ჩიტაძის ქუჩა) — улица в Тбилиси, в районе Мтацминда, от улицы Павла Ингороквы, как продолжение улицы 9 апреля, до улицы Даниела Чонкадзе.
Важная в административном отношении улица — здесь находятся Министерство иностранных дел Грузии (д. 4), посольство Италии и посольство Финляндии (оба — д. 3)

## История
Современное название, с 1922 года, в честь видного грузинского педагога Шио Читадзе (1873—1906).
Первоначальное название — Ермоловская в честь русского генерала А. П. Ермолова (1777—1861), главноуправляющего гражданской частью и пограничными делами в Грузии, Астраханской и Кавказской губерниях; командующего Отдельным Грузинским корпусом (1816—1827).
Интенсивная застройка района улицы происходила после вхождения Грузии в состав Российской империи (1805), в соответствии с утвержденными городскими властями планами, предопределившими прямоугольное уличное членение.
В 1846 году супругой Кавказского наместника князя Воронцова Елизаветой Ксаверьевной на улице было открыто учебное заведение при Женском благотворительном обществе во имя Святой Равноапостольной Нины для воспитания и образования молодого женского поколения. При школе была построена церковь Св. Нины.
При советской власти на улице был открыт Закавказский коммунистический университет (д. 6), женское училище было реорганизовано в среднюю школу № 47, среди её выпускников — Екатерина Згуладзе.
После трагических событий 9 апреля 1989 года участок улицы от проспекта Шота Руставели до улицы Павла Ингороквы был переименован в улицу 9 апреля.

## Достопримечательности
д. 2 — памятник архитектуры (архитекторы Альберт Зальцман и Роберт Гедике)

д. 9 — Церковь равноапостольной Нины (архитектор Альберт Зальцман)